# Сильверсайдс, Эмма
Эмма Сильверсайдс (англ. Emma Silversides, Пустой шаблон {{ВД-Преамбула}} ) — британская профессиональная шоссейная велогонщица, триатлонщица.

## Карьера
Эмма Сильверсайдс с 1997 по 2001 год изучала математику в университете Бата и окончила его со степенью бакалавра наук. С 2001 по 2005 год работала преподавателем математики в школе Dean Close в Челтнеме. В период с 2005 по 2007 год занималась профессиональной художественной деятельностью. С 2007 по 2012 год выступала в качестве профессиональной велогонщицы, одновременно работая спортивным журналистом и художником.
Эмма впервые познакомилась с велосипедом занимаясь триатлоном. Вскоре после того, как она выступила за Великобританию на чемпионате мира по триатлону в Эдмонтоне в 2001 году, она решила сосредоточиться на велоспорте. В 2007 году Эмма начала профессиональную карьеру, присоединившись к команде Global Racing Team.
После нескольких неплохих сезонов в Великобритании она отправилась в Бельгию, чтобы попробовать свои силы в гонках, и провела два года в команде Lotto-Belisol Ladies, выступая вместе с такими спортсменками, как Сара Кэрриган, Грейс Вербеке, Рошель Гилмор и Лиззи Дейнан.
В 2009 году её сезон был омрачён травмами, включая переломы рёбер и ключицы, но она продемонстрировала стойкость, вернувшись к соревнованиям.
В 2010 году Эмма перешла из Lotto-Belisol в голландскую команду Red Sun Cycling Team, где работала в основном в качестве доместика для Эммы Юханссон. Когда Redsun распалась, Эмме предложили возможность ездить в новообразованной бельгийской команде Sengers Ladies Cycling Team, где стала лидером команды и выступала вместе начинающей гонщицей Анна Ван Дер Брегген.
В 2011 году её сезон был осложнён серьёзной травмой позвоночника, но она всё же одержала победу во второй половине сезона, что позволило ей получить контракт на следующий год.
После ухода из спорта Эмма вернулась к преподаванию, открыв собственное репетиторское агентство. Когда она не преподаёт детям математику, она неизменно катается на велосипеде. Хотя шоссейный велосипед остается её страстью, она также увлеклась велотуризмом, посетив такие страны, как Исландия, Грузия и Албания. Эмма также занимается маунтинбайком и гравийным велоспортом. С 2005 года она работает внештатным журналистом-фрилансером, публикуя статьи в изданиях Cycling Weekly и road.cc, где тестирует велосипедное оборудование и делится своим опытом. С 2012 по 2020 год работала преподавателем математики в школе святого Эдварда. С 2020 преподаёт математику как частный репетитор.
В 2021 и 2022 годах Эмма пережила несколько аварий на велосипеде, вызванных столкновениями с автомобилями.

## Достижения
2004
6-я на чемпионате Великобритании — групповая гонка
2007
5-я на 4-м этапе Тура Бретани
2008
Тур Ардеш
10-я в комбинированной классификации
8-я в горной классификации
9-я на Гран-при Франции
2009
10-я на Омлоп ван хет Хегеланд
3-я на 3-м этапе Тура Лимузена
2010
Кнокке-Хейст — Бредене
7-я на Эрондегемсе Пейл

### Статистика выступления наГранд-турах
| Гонка / Год         | 2008 | 2009 |
| ------------------- | ---- | ---- |
| Гранд Букль феминин | 24   | —    |
| Тур де л'Од феминин | —    | DNF  |

## Личная жизнь
В 2007 году она состояла в отношениях с профессиональным велогонщиком Хэмишем Хейнсом, который, по её словам, сыграл важную роль в её спортивной карьере.

### Рейтинги
| Год                 | 2009  |
| ------------------- | ----- |
| Мировой рейтинг UCI | 372-й |
|                     |       |
| Источник: UCI       |       |